# Siphona brunnea
Siphona brunnea är en tvåvingeart som beskrevs av O'hara 1982. Siphona brunnea ingår i släktet Siphona och familjen parasitflugor. Inga underarter finns listade i Catalogue of Life.